# Старотомниковский сельсовет
Старотомниковский сельсовет — сельское поселение в Моршанском районе Тамбовской области Российской Федерации.
Административный центр — село Старотомниково.

## История
Статус и границы сельского поселения установлены Законом Тамбовской области от 17 сентября 2004 года № 232-З «Об установлении границ и определении места нахождения представительных органов муниципальных образований в Тамбовской области».

## Население
| 2010 | 2012 | 2013 | 2014 | 2015 | 2016 | 2017 |
| ---- | ---- | ---- | ---- | ---- | ---- | ---- |
| 435  | ↗613 | ↘585 | ↘560 | ↘538 | ↘517 | ↘505 |
| 2018 | 2019 | 2020 | 2021 |      |      |      |
| ↘497 | ↘469 | ↘453 | ↘410 |      |      |      |

## Состав сельского поселения
| № | Населённый пункт | Тип населённого пункта       | Население |
| - | ---------------- | ---------------------------- | --------- |
| 1 | Альдия           | село                         | 43        |
| 2 | Благодатка       | село                         | 18        |
| 3 | Ивановка         | деревня                      | 8         |
| 4 | Надеждино        | деревня                      | 17        |
| 5 | Николаевка       | село                         | 21        |
| 6 | Раёво            | село                         | ↘160      |
| 7 | Старотомниково   | село, административный центр | ↘392      |
| 8 | Тарханы          | посёлок                      | 6         |

### Упразднённые населённые пункты
Деревня Богородицкая.